# Tiocianato de guanidinio
El tiocianato de guanidinio (GITC) es un compuesto químico utilizado como desnaturalizante de proteínas en general, siendo un agente caotrópico, aunque su uso más común es como protector de ácidos nucleicos en la extracción de ADN y ARN de células.
El GITC también puede reconocerse como tiocianato de guanidina. Esto se debe a que el guanidinio  es el ácido conjugado de la guanidina y se denomina catión guanidinio, [CH6N3]+.

## Usos
El tiocianato de guanidinio puede utilizarse para desactivar un virus, como el virus de la gripe que causó la "gripe española" de 1918, de modo que pueda estudiarse con seguridad.
El tiocianato de guanidinio también se utiliza para lisar células y partículas de virus en extracciones de ARN y ADN, donde su función, además de su acción lisante, es impedir la actividad de las enzimas RNasa y DNasa desnaturalizándolas. De lo contrario, estas enzimas dañarían el extracto.
Un método comúnmente utilizado es la extracción con tiocianato de guanidinio-fenol-cloroformo. No es estrictamente necesario utilizar fenol o cloroformo si se extrae ARN para Northern blot o ADN para Southern blot, ya que la electroforesis en gel seguida de la transferencia a una membrana separará el ARN/ADN de las proteínas. Además, dado que estos métodos utilizan sondas para unirse a sus conjugados, los péptidos que superan el proceso no suelen importar, a menos que se trate de una RNasa o DNasa, y entonces sólo si la enzima consigue renaturalizar, lo que no debería ocurrir si se siguen los protocolos adecuados. Una posible excepción podría darse cuando se trabaja con extremófilos de temperatura, ya que algunas enzimas de estos organismos pueden permanecer estables en circunstancias extraordinarias.

## Preparación
Esta sustancia puede prepararse haciendo reaccionar carbonato de guanidinio con sulfato de amonio o tiocianato de amonioen caliente. Otro método es la pirólisis de tiocianato de amonio o tioureaa 180 °C.